# Heineken Cup 1995-1996
Heineken Cup 1995-96 (in inglese 1995-96 Heineken Cup; in francese H Cup 1995-96) fu la 1ª edizione della massima competizione europea per club di rugby a 15.
Si tenne dal 31 ottobre 1995 al 7 gennaio 1996 tra 12 squadre provenienti da Francia, Galles, Irlanda, Italia e Romania.
L'istituzione di tale torneo faceva seguito all'introduzione del professionismo nella disciplina ad agosto 1995; la competizione fu organizzata in tempi relativamente brevi e vide coinvolti club campioni nazionali o, nel caso dell'Irlanda, interprovinciali, più quelli classificati nelle posizioni di rincalzo.
Le federazioni inglese e scozzese, che ancora non avevano aperto al professionismo i propri tornei interni, non concessero ai propri club la licenza per partecipare alla Heineken Cup.
La formula scelta fu quella di quattro gironi all'italiana, la vincitrice di ciascuna dei quali accedette alla final four.
Le semifinali furono appannaggio di Cardiff e Tolosa, che ebbero la meglio rispettivamente su Leinster e Swansea.
I francesi, in finale, batterono i gallesi all'Arms Park di Cardiff, il loro terreno interno, e divennero la prima squadra a iscrivere il proprio nome del palmarès della neonata competizione.
Il valore delle marcature, come stabilito dall’IRFB nel 1992, era: 5 punti per ciascuna meta (7 se trasformata), 3 punti per la realizzazione di ciascun calcio piazzato, idem per il drop.

## Squadre partecipanti
| Girone A                 | Girone B             | Girone C            | Girone D          |
| ------------------------ | -------------------- | ------------------- | ----------------- |
| Benetton (Italia)        | Bègles (Francia)     | Leinster (Irlanda)  | Castres (Francia) |
| Farul Costanza (Romania) | Cardiff RFC (Galles) | Milan (Italia)      | Munster (Irlanda) |
| Tolosa (Francia)         | Ulster (Irlanda)     | Pontypridd (Galles) | Swansea (Galles)  |

## Fase a gironi

### Girone A
|            | Incontri                          |       |
| ---------- | --------------------------------- | ----- |
| 31-10-1995 | Farul Costanza — Tolosa           | 10-54 |
| 7-11-1995  | Benetton Treviso - Farul Costanza | 86-8  |
| 12-12-1995 | Tolosa — Benetton Treviso         | 18-9  |

| Pos | Squadra        | G | V | N | P | PF | PS  | P±   | PT |
| --- | -------------- | - | - | - | - | -- | --- | ---- | -- |
| A1  | Tolosa         | 2 | 2 | 0 | 0 | 72 | 19  | 53   | 4  |
| A2  | Benetton       | 2 | 1 | 0 | 1 | 95 | 26  | 69   | 2  |
| A3  | Farul Costanza | 2 | 0 | 0 | 2 | 18 | 140 | −122 | 0  |

### Girone B
|            | Incontri         |       |
| ---------- | ---------------- | ----- |
| 21-11-1995 | Bègles — Cardiff | 14-14 |
| 28-11-1995 | Cardiff — Ulster | 46-6  |
| 13-12-1995 | Ulster — Bègles  | 16-29 |

| Pos | Squadra     | G | V | N | P | PF | PS | P±  | PT |
| --- | ----------- | - | - | - | - | -- | -- | --- | -- |
| B1  | Cardiff RFC | 2 | 1 | 1 | 0 | 60 | 20 | 40  | 3  |
| B2  | Bègles      | 2 | 1 | 1 | 0 | 43 | 30 | 13  | 3  |
| B3  | Ulster      | 2 | 0 | 0 | 2 | 22 | 75 | −53 | 0  |

### Girone C
|            | Incontri              |       |
| ---------- | --------------------- | ----- |
| 1-11-1995  | Milan — Leinster      | 21-24 |
| 21-11-1995 | Pontypridd — Milan    | 31-12 |
| 6-12-1995  | Leinster — Pontypridd | 23-22 |

| Pos | Squadra    | G | V | N | P | PF | PS | P±  | PT |
| --- | ---------- | - | - | - | - | -- | -- | --- | -- |
| C1  | Leinster   | 2 | 2 | 0 | 0 | 47 | 43 | 4   | 4  |
| C2  | Pontypridd | 2 | 1 | 0 | 1 | 53 | 35 | 18  | 2  |
| C3  | Milan      | 2 | 0 | 0 | 2 | 33 | 55 | −22 | 0  |

### Girone D
|           | Incontri          |       |
| --------- | ----------------- | ----- |
| 1-11-1995 | Munster — Swansea | 17-13 |
| 8-11-1995 | Castres — Munster | 19-12 |
| 5-12-1995 | Swansea — Castres | 22-10 |

| Pos | Squadra | G | V | N | P | PF | PS | P± | PT |
| --- | ------- | - | - | - | - | -- | -- | -- | -- |
| D1  | Swansea | 2 | 1 | 0 | 1 | 35 | 27 | 8  | 2  |
| D2  | Munster | 2 | 1 | 0 | 1 | 29 | 32 | −3 | 2  |
| D3  | Castres | 2 | 1 | 0 | 1 | 29 | 34 | −5 | 2  |

## Play-off
|  | Semifinali  | Semifinali  | Semifinali  |             |        | Finale | Finale | Finale |  |
|  |             |             |             |             |        |        |        |        |  |
|  | Tolosa      | Tolosa      | 30          |             |        |        |        |        |  |
|  | Tolosa      | Tolosa      | 30          |             |        |        |        |        |  |
|  | Swansea     | Swansea     | 3           |             |        |        |        |        |  |
|  | Swansea     | Swansea     | 3           |             | Tolosa | Tolosa | 21     |        |  |
|  |             |             |             |             | Tolosa | Tolosa | 21     |        |  |
|  |             |             | Cardiff RFC | Cardiff RFC | 18     |        |        |        |  |
|  | Leinster    | Leinster    | Cardiff RFC | Cardiff RFC | 18     | 14     |        |        |  |
|  | Leinster    | Leinster    |             |             |        |        |        |        |  |
|  | Cardiff RFC | Cardiff RFC | 23          |             |        |        |        |        |  |

### Semifinali
| Arbitro: | Jim Fleming |

|                          |      |             |
| Manent Artiguste tecnica | mt   |             |
| Deylaud (3)              | tr   |             |
| Deylaud (3)              | c.p. | A. Williams |

| Arbitro: | Brian Campsall |

|         |      |                 |
| Pim     | mt   | H. Taylor Hall  |
|         | tr   | A. Davies       |
| McGowan | c.p. | A. Davies       |
|         | drop | A. Davies Moore |

### Finale
| Arbitro: | David McHugh |

|                                         |      |                                |
|                                         | mt   | 5’ T. Castaignède 10’ Cazalbou |
|                                         | tr   | 10’ Deylaud                    |
| 13’, 29’, 46’, 72’, 80’, 100’ A. Davies | c.p. | 82’, 115’ Deylaud              |
|                                         | drop | 65’ T. Castaignède             |